# Angelo Everardi

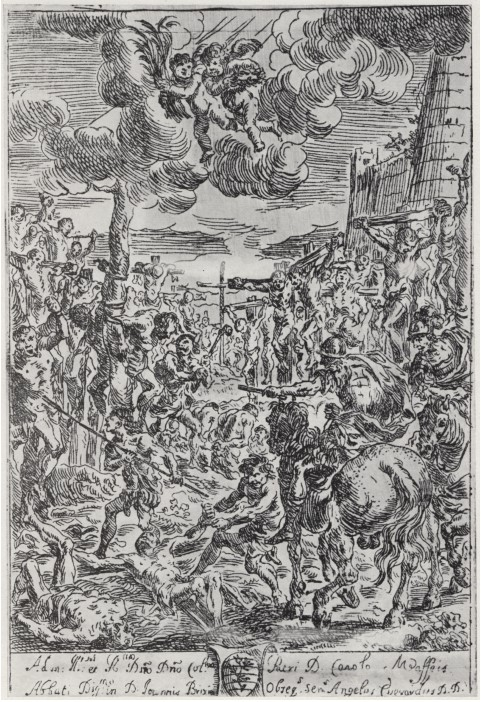
Crucificción de los diez mil mártires en el Monte Ararat

Angelo Everardi (5 de agosto de 1647 - 1678) fue un pintor y grabador activo en Brescia en la segunda mitad del siglo XVII. No se le ha atribuido ningún cuadro con certeza. Se dice que fue pintor de escenas de batallas, Bambocciate, es decir, escenas de género de la vida baja, así como de cuadros de historia.

## Vida
Angelo Everardi nació en Brescia como hijo de un Giovanni (Juana) de Sittard, en Flandes (actualmente en los Países Bajos), y de Vittoria, su segunda esposa. Este origen flamenco explica su nombre "il Fiammenghino" o Fiammenghino. Su padre era un "maestro di ruote di archibugio" ("maestro de las ruedas del arcabuz"), lo que indica que probablemente era un fabricante de armas.
Estudió en su ciudad natal con el pintor flamenco Jan de Herdt, que entonces trabajaba en Italia, y con Francesco Monti (il Brescianino). A continuación, se trasladó a Roma para ampliar sus estudios. Allí se familiarizó con las escenas de batallas de Jacques Courtois. Después de dos años en Roma, regresó a Brescia, teniendo que mantener a su familia.
Entre sus alumnos se encuentran Pompeo Ghiti y Faustino Bocchi (1659-1742). Bocchi pintó tanto batallas como escenas de género de enanos y, ocasionalmente, otras bestias míticas.
Falleció en Brescia en 1678.

## Obras
No se le ha atribuido ningún cuadro con certeza. Se dice que fue un pintor de escenas de batallas y de Bambocciate, es decir, de escenas de género de la vida baja, así como de cuadros de historia. Fue muy respetado por sus contemporáneos y sus escenas de batalla fueron elogiadas como si estuvieran al mismo nivel que las de Courtois. Sin embargo, su temprana muerte hizo que su obra cayera en el olvido.
La única obra que puede atribuirse con certeza al artista es un grabado que representa la Crucifixión de los diez mil mártires en el monte Ararat, publicado en el libro Il glorioso martirio dei diecimila soldati crocefissi nel monte Ararat dell'Armenia, publicado en Brescia en 1674. El grabado está firmado "Angelus Everardus". Se trata de un libreto devocional con canciones sobre el tema de los Diez mil mártires. Se trata de la historia de los diez mil mártires que eran, según una leyenda medieval, soldados romanos que, dirigidos por San Acacio, se convirtieron al cristianismo y fueron crucificados en el monte Ararat, en Armenia, por orden del emperador romano. El grabado ofrece una impresión muy dinámica, con las figuras moviéndose en un espacio de perspectiva geométrica y atmosférica. En el primer plano, un caballero dando órdenes crea un movimiento dinámico adicional en el cuadro. Posiblemente por la similitud del tema y la proximidad en el tiempo, muchos estudiosos atribuyeron a Everardi el retablo de la Crucifixión de los diez mil mártires situado en el segundo altar de la derecha de la iglesia de San Giovanni Evangelista de Brescia. M. A. Baroncelli rechazó la atribución basándose en los puntos débiles del retablo, como el amontonamiento de las figuras desnudas, la frialdad y monotonía del color y los fallos de composición en la parte inferior del lienzo.
Algunos historiadores del arte han sugerido que Everardi debe identificarse con el artista conocido como Maestro della Fertilità dell'Uovo, que pintaba escenas grotescas. Los argumentos para esta sugerencia son que Everardi, como pintor flamenco, estaba familiarizado con la tradición norteña de lo grotesco y que formó a Faustino Bocchi, conocido por sus escenas grotescas.